# Fehler-Ursachen-Analyse
Die Fehler-Ursachen-Analyse (engl. Root cause analysis, RCA) gehört zu den wesentlichen Instrumenten der Unternehmensführung. Sie beinhaltet die Erfassung von Fehlern, ihrer Ursachen und die statistische Auswertung dieser Daten, an die sich eine Bewertung und abgeleitete Maßnahmen zur Fehlerreduzierung (und Fehlerkostenreduzierung) anschließen.

## Grundlegendes Vorgehen
Man untersucht welche Ursache(n) Fehler hatten. Die Gruppierung von Fehlerursachen kann sinnvoll sein. Dann sucht man Maßnahmen zur Verringerung der Fehleranzahl und der Fehlerkosten (z. B. Prozessverbesserungen, veränderte Methodiken oder veränderten Technik- bzw. Materialeinsatz).
Obwohl das intuitiv klingt, unterschätzt man oft, welche Anstrengungen erforderlich sein können, um die tatsächliche Hauptursache eines Problems zu identifizieren. Ein Problem kann durch mehrere Ursachen auf verschiedenen Ebenen entstehen.
Bei einer hinreichend großen Datenbasis gilt erfahrungsgemäß das Paretoprinzip, wonach 20 % der Fehlerursachen 80 % der Fehler verursachen. Wird diesen Fehlerursachen entgegengewirkt und die Häufigkeit dieser (ursprünglich) 80 % der Fehler deutlich reduziert, ergeben sich positive Unternehmenseffekte. Diese umfassen in der Regel nicht nur geringere messbare Fehlerkosten, sondern auch verbesserte Stellung am Markt, Mitarbeitermotivation etc.
Die Fehler-Ursachen-Analyse ist ein iterativer Prozess, hört also nicht mit dem Beschließen von Maßnahmen auf (s. a. Kontinuierlicher Verbesserungsprozess).

## Werkzeuge
- Ursache-Wirkungs-Diagramm
- Current Reality Tree
- Fehlerbaumanalyse

## Typische Fehler und Risiken
- Die Fehlerursachenbewertung sollte in geeigneter Form durch alle Beteiligten passieren, um eine Gültigkeit und Akzeptanz der Interpretation und der abgeleiteten Maßnahmen zu erzielen. Dies ist nicht zuletzt für die Erfassung valider Daten notwendig.
- Die Fehlerursachenerfassung sollte nicht mit dem Ziel aufgestellt oder betrieben werden, Schuldige zu finden, sondern auf eine Prozessverbesserung abzielen. Da führende Experten des Qualitätsmanagements schätzen, dass das Verhältnis zwischen Systemfehlern (bzw. Prozessfehlern, also vom Management zu vertreten) zu Mitarbeiterfehlern bei 85 zu 15 (Joseph M. Juran) bzw. 94 zu 6 (William E. Deming seit etwa Beginn der Neunziger) liegt, erscheint dieser Ansatz offenbar zweckmäßig. Wird diese Zielsetzung nicht offen kommuniziert, wird die Validität der Daten darunter leiden, da z. B. mehr Daten verfälscht werden.